# Gian Galeazzo Visconti
Gian Galeazzo Visconti sau Giangaleazzo Visconti (n. 16 octombrie 1351, Pavia – d. 3 septembrie 1402, Melegnano), cel mai puternic dintre membrii familiei Visconti, a fost primul duce de Milano începând din 1395. De asemenea, a fost conte de Vertus și de Pavia și signor în Verona, Crema, Cremona, Bergamo, Bologna, Brescia, Belluno, Feltre, Novara, Como, Lodi, Vercelli, Alba, Asti, Pontremoli, Tortona, Alessandria, Valenza, Piacenza, Bobbio, Parma, Reggio Emilia, Vicenza, Pisa, Perugia, Siena, Assisi.
Politica de cucerire dusă de Gian Galeazzo Visconti a fost încununată de succes, el devenind stăpânul celei mai mari părți a nordului și centrului Italiei.

## Biografie
Gian Galeazzo Visconti a fost fiul cel mare al lui Galeazzo al II-lea Visconti și al celei de-a doua soții a sa, Bianca de Savoia. În ianuarie 1356, la vârsta de 5 ani, a primit titlul de cavaler de la împăratul romano-german Carol al IV-lea în timpul vizitei acestuia la Milano. Încă de tânăr Gian Galeazzo a dat dovadă de aptitudini militare deosebite.
După moartea tatălui său, în 1378 Gian Galeazzo a devenit conducătorul orașului Milano alături de unchiul său, Bernabò Visconti. În mai 1385 el a preluat total conducerea înlăturându-l de la putere pe unchiul său care a murit la scurt timp, probabil otrăvit. 

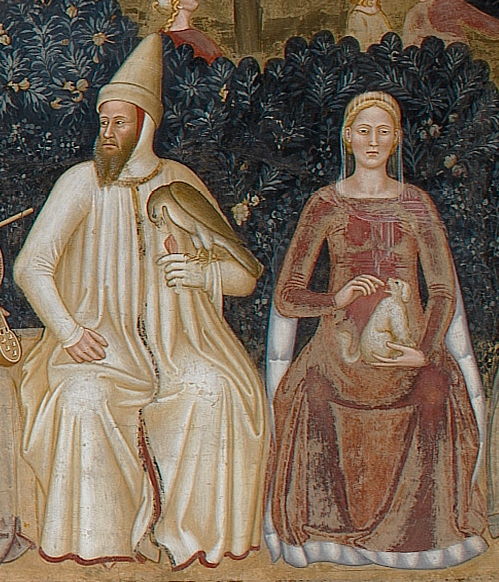
Bernabò Visconti și soția sa Beatrice Regina della Scala (detaliu al unei fresce de Andrea di Bonaiuto, Cappella Spagnuolo, Basilica Santa Maria Novella, Florența)

În scopul de a aduce sub controlul său întregul nord al Italiei, el a cucerit Verona și Vicenza în 1387 și Padova în 1388. Împotriva coeziunii ligii inamice a reacționat construind baraje pe râul Mincio în Mantua și în sudul Toscanei. În 1399–1400 Gian Galeazzo a dobândit oficial conducerea signoriilor din Pisa, Siena și Perugia. Pentru pregătirea războiului de recucerire a Padovei, care fusese eliberată de liga inamică în 1390, a construit baraje pentru devierea râului Brenta spre râul Bacchiglione în vara anului 1402. Gian Galeazzo a respins sângeros campania din Italia a regelui romano-german Rupert în 1401– 1402 și în anii precedenți, unele intervenții armate conduse de contele Jean d'Armagnac și de Ștefan al III-lea al Bavariei, care erau înrudiți cu unchiul Bernabò Visconti pe care îl destituise în 1385.
Gian Galeazzo aflat la apogeul puterii sale, urmărindu-și planul de a uni toate teritoriile italiene într-un regat, cucerise Bologna la sfârșitul lunii iunie 1402 și amenința că va înainta peste munții Apenini spre Pistoia și Florența când a murit pe 3 septembrie 1402 la vârsta de 50 de ani. Fiii săi din cea de-a doua căsătorie, Giovanni Maria Visconti și Filippo Maria Visconti, erau copii la acea vreme și au intrat sub tutela condotierului Facino Cane de Casale. Majoritatea cuceririlor sale au fost pierdute în favoarea generalilor săi. Mai mult, în acea perioadă incertă, Florența a reușit să supună Pisa, în timp ce Veneția a putut acționa liber împotriva Padovei.
Privind retrospectiv evenimentele istorice, se poate spune că lui Gian Galeazzo Visconti i se datorează faptul Franța, până la sfârșitul  secolului al XV-lea, a amenințat în mod constant cu revendicarea moștenirii familiei Visconti deoarece contractul de căsătorie dintre fiica lui Gian Galeazzo, Valentina Visconti, și ducele de Orléans, Ludovic de Valois, prevedea că, în eventualitatea stingerii familiei Visconti pe linie masculină, moștenirea va reveni ducelui de Orléans. Astfel legitimată, după moartea lui Filippo Maria Visconti în 1447 și a succesorului acestuia, Francesco Sforza, căsătorit cu Bianca Maria Visconti (copil natural legitimat al lui Filippo Maria), pretenția Franței la moștenire s-a finalizat prin cucerirea orașului Milano în 1499–1500.
Titlul de duce de Milano acordat lui Gian Galeazzo de regele romano-german Venceslau în 1395 contra unei plăți de 100 000 de florini florentini, poate fi privit ca o măsură de siguranță împotriva amenințării reprezentate de Franța. Comitatul Pavia a fost atribuit ducelui de Milano care a devenit astfel în 1397 duce de Lombardia. Puterea financiară a lui Gian Galeazzo era de cel puțin 1,2 milioane de guldeni rezultați din impozitele încasate, ce puteau fi uneori chiar duble.

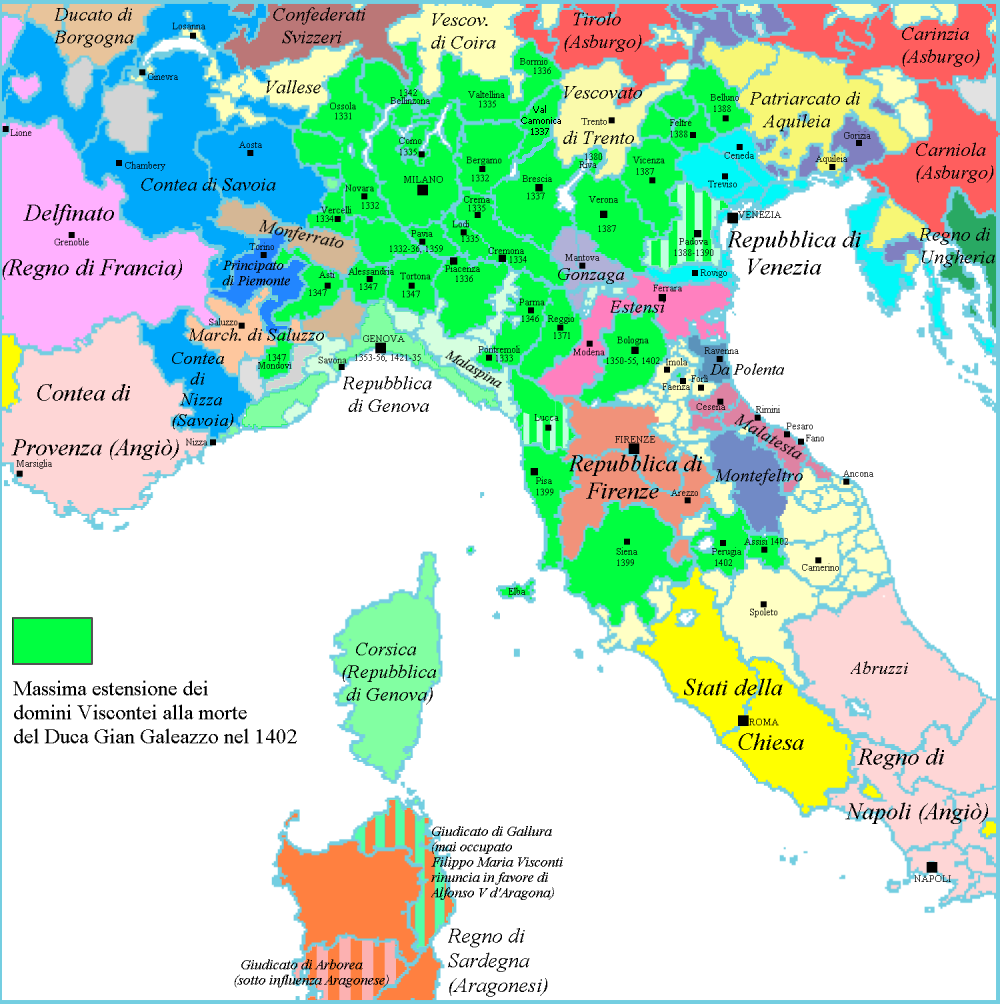
Stăpânirile lui Gian Galeazzo Visconti în 1402 (verde deschis)

În ceea ce privește succesiunea, conform privilegiului imperial din 13 octombrie 1396, care pentru transmiterea coroanei ducale stabilise principiul primogeniturii masculine legitime, fiului său cel mare, Giovanni Maria, urma să îi îi revină Ducatul de Milano, căruia i s-au adăugat, prin dispoziție testamentară paternă, Cremona, Brescia, Bergamo, Como, Lodi, Piacenza, Parma, Reggio și Bobbio. Odată cu anexarea comitatului de Angera (25 ianuarie 1397), acest teritoriu a devenit, de asemenea, prerogativa moștenitorului tronului. Domeniile vestice și estice, precum și comitatul Pavia, îi reveneau fiului cel mic, Filippo Maria, în timp ce Gabriele Maria, fiul său natural deja legitimat, îi revenea Pisa și Crema. Sub tutela mamei, Caterina, și cu ajutorul unui Consiliu de Regență a cărui componență a fost retușată de Gian Galeazzo în articulo mortis - în care au excelat Francesco Barbavara, Carlo și Pandolfo Malatesta, Francesco Gonzaga și episcopii de Milano, Cremona și Pavia - cei trei tineri prinți urmau să fie inițiați în arta guvernării.
Gian Galeazzo a fondat Catedrala din Milano, mănăstirea Ordinului Cartusian din Pavia, a construit podul peste râul Ticino, a susținut Universitatea din Pavia, a fondat Biblioteca din Pavia și a reînființat Universitatea din Piacenza. De asemenea, a finalizat somptuosul palat pe care tatăl său, Galeazzo al II-lea, începuse să-l construiască, unde a transferat biblioteca și cuprinzătoarea sa colecție de relicve religioase. Gian Galeazzo, unul dintre cei mai bogați prinți ai timpului său, a fost un conducător capabil și un excelent administrator. 

## Căsătorii și descendenți
În noiembrie 1360 Gian Galeazzo Visconti s-a căsătorit, conform dorinței tatălui său, cu Isabella de Valois (1348–1372), fiica regelui Franței, Ioan al II-lea (1350–1364) și a soției acestuia, Bona de Luxemburg, prințesa Boemiei (1315–1349). Această căsătorie i-a adus comitatul Vertus și patru copii.
După moartea primei soții la nașterea celui de-al patrulea copil, Gian Galeazzo s-a căsătorit din nou pe 2 octombrie 1380 cu verișoara sa, Caterina Visconti (1360–1404), fiica unchiului său Bernabò Visconti (1323–1385) și a soției sale, Beatrice Regina della Scala (d. 1384), fiica lui Mastino al II-lea della Scala, conducătorul orașului Verona. Din această căsătorie au rezultat trei copii. 
Descendenți din prima căsătorie
- Gian Galeazzo al II-lea Visconti (n. 1366 – d. 1376);
- Azzone Visconti (n. 1368 – d. 1381);
- Valentina Visconti (n.c. 1371 – d. 1408), căsătorită în 1389 cu contele Ludovic de Valois (1372 – 1407), din 1392 duce de Orléans, frate mai mic al regelui francez Carol al VI-lea; copiii lor au fost:
  - Carol de Valois, duce de Orléans (n. 1394 – d. 1465), a cărui a treia soție a fost Maria de Kleve (1426–1486), fiica ducelui Adolf I de Kleve; fiul lor, Ludovic de Valois (1462–1515) a fost regele Franței sub numele de Ludovic al XII-lea (1498–1515);
  - Ioan de Orléans, conte de Angoulême (n. 1399 – d. 1467), căsătorit cu Marguerite de Rohan (c.1412–1497), fiica lui Alain al IX-lea de Rohan; nepotul său Francisc de Angoulême a fost regele Franței sub numele de Francisc I (1515–1547);
- Carlo Visconti (n. 1372 – d. 1373).

Descendenți din a doua căsătorie
- o fiică (n. iunie 1385 – d. iulie 1385);
- Giovanni Maria Visconti (n. 1388 – d. 1412), a fost al doilea duce de Milano (1402–1412), căsătorit în 1408 cu Antonia Malatesta, fiica lui Andrea Malatesta, conducătorul Cesenei, și a soției sale, Rengarda Alidosi (d. 1401), fiica lui Bertrando Alidosi (d. înainte de 1391), al patrulea conducător al Imolei din Casa Alidosi; cei doi nu au avut copii;
- Filippo Maria Visconti (n. 1392 – d. 1447), a fost al treilea duce de Milano (1412–1447), căsătorit de două ori: în 1412 cu văduva condotierului Facino Cane, Beatrice de Ventimiglia-Lascaris (n. 1372 – decapitată ca vinovată de adulter pe 13 septembrie 1418) și în 1428 cu Maria de Savoia (1411–1469), fiica lui Amadeus al VIII-lea, primul duce de Savoia (1416–1440) devenit mai târziu antipapă sub numele Felix al V-lea (1439–1449); singurul său copil a rezultat din relația cu Agnese del Maino (d. după 13 august 1447), fiica lui Ambrosio del Maino:
  - Bianca Maria Visconti (1425–1468) fiică naturală legitimată și ca de aceea considerată moștenitoarea Ducatului de Milano; s-a căsătorit în 1441 cu Francesco Sforza, duce de Milano (1450–1466), considerat strămoșul ducilor de Milano din Casa Sforza.

Descendenții din relația cu Agnese Mantegazza
- Gabriele Maria I Visconti (n. 1385 – decapitat pe 15 decembrie 1408),[10] din 1402 conducător al orașelor Pisa, Sarzana și Crema, destituit în 1405; a avut un copil ilegitim:

- Giacopo Visconti (n. 1405 – d. după 1446), conducătorul Tortonei și Valenzei, căsătorit cu Caterina Rossi din familia conților de San Secondo; a avut doi fii.

Descendent dintr-o relație necunoscută
- Antonio Visconti (n. după 1414), din 1414 conducător al orașului Melegnano.